# Rabattkupong

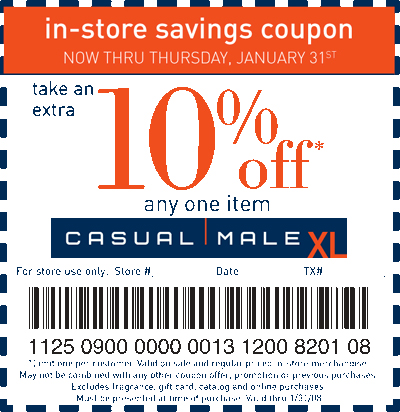
En rabattkupong på engelska.

En rabattkupong är en kupong eller ett mindre blad, mot vilken konsumenten får rabatt när denne köper eller hyr en produkt eller en tjänst. Rabattkuponger finns som papperskuponger, i dags- och fackpress, i direktreklam, som mobila kuponger och digitala kuponger.
Rabattkupongen innehåller information om:
- Vilken vara/tjänst rabatten gäller för
- Hur stor rabatten är (i procent eller varuvärde)
- Vilka försäljningsställen som löser in rabattkupongen
- Giltighetstid
- Eventuella begränsningar som gäller för rabattkupongen och eventuella upplysningar till försäljningsstället

En del kuponger har dessutom någon form av säkerhetsdetalj som gör det svårt eller omöjligt att kopiera kupongen. Ofta ska rabattkupongen förses med namnteckning och eventuellt även telefonnummer för att den ska vara giltig. Andra rabattkuponger får kopieras fritt som en del av marknadsföringen. Handlare kan låta trycka rabattkuponger i exempelvis dagstidningar och tidskrifter för att på så sätt även kunna kartlägga kundgrupper.
När det handlar om dagligvaror är det i grunden ofta varutillverkarna och inte handlarna som ger rabatter via rabattkuponger, även om rabattkupongerna många gånger är placerade intill varorna i butikerna. Ett värde- och informationshanteringsföretag brukar agera mellanhand mellan tillverkarna och butikerna. När rabattkupongernas giltighetstid löpt ut skickar butiken samtliga inlösta rabattkuponger till värdeföretaget, som sedan betalar tillbaka butikens förlorade intäkter. Sedan 1960-talet hanterar värdeföretaget Clearon, som fram till 2015 hette Kuponginlösen AB, merparten av rabattkupongerna i Sverige, bortsett från butikernas egna rabattkuponger. År 2006 angav dåvarande Kuponginlösen att de årligen tog emot omkring 33 miljoner inlösta rabattkuponger.
Ibland kräver företag någon form av motprestation för att konsumenten ska erhålla rabattkupongen. Det kan exempelvis vara att delta i en tävling eller att gilla-markera företaget på Facebook.
Det säljs och delas ut särskilda rabatthäften där flera rabattkuponger finns samlade, ibland från olika säljföretag.
Rabattkuponger är ett populärt verktyg inom incitamentsdriven marknadsföring.

## Elektronisk utveckling

### Elektroniska rabattkuponger
År 2006 var ungefär 15–20 % av Kuponginlösens rabattkuponger elektroniska, och då främst kortbaserade.

#### Medlemskort
År 2005 började Ica slopa rabattkupongerna som skickades ut till stamkunder, för att i stället överföra rabatterna direkt till medlemskorten. Rabatten förbrukas därefter automatiskt när kunden utnyttjar erbjudandet och använder medlemskortet i kassan. Två anledningar till förändringen var att det skulle underlätta det administrativa arbetet för butikspersonalen och att kunder klagat över att de var tvungna att ta med sig många rabattkuponger till affären för att kunna utnyttja alla erbjudanden. Efter det har andra butiker följt efter.

#### Mobiltelefon
Under hela 2000-talet har det funnits ett intresse för elektroniska rabattkuponger i mobiltelefoner, men på grund av att ingen fungerande teknisk lösning funnits är det först under 2010-talet som rabattkuponger via mobiltelefon tagit fart i Sverige. I första hand handlar det om sms-kuponger, där konsumenten mottar ett SMS som sedan visas upp för säljaren i samband med köp.
Under 2010-talet har det även blivit vanligt att företag delar ut elektroniska rabattkuponger eller värdecheckar via Facebook och att konsumenten utöver mobiltelefon måste inneha ett Facebook-konto för att kunna ta del av erbjudanden.

### Utskrivna rabattkuponger
Via webbplatser kan företagen dela ut rabattkuponger som konsumenterna skriver ut på egen skrivare och lämnar till försäljningsstället vid köp. Ibland skrivs kupongen ut från webbplatsen, men när erbjudandet är begränsat till antal kan det även krävas en e-postadress för att konsumenten ska kunna motta rabattkupongen. Vanligen har det ingen betydelse vilken skrivare som används och om utskriften är svart/vit eller i färg så länge som den utskrivna kupongen är läsbar för ögat.

## Rabattkoder
Som alternativ till rabattkuponger används rabattkoder. Framför allt använder sig många webbutiker av rabattkoder, i vissa fall alfanumeriska. Rabattkoder kan exempelvis publiceras i webbutikerna, i tidningsannonser, hos samarbetspartner, på produktförpackningar eller skickas till butikens kunder och intressenter via e-post (exempelvis i nyhetsbrev) eller vanlig post. Rabattkoderna kan gälla för en specifik produkt/tjänst, delar av sortimentet, hela sortimentet eller ge fri frakt. Precis som rabattkuponger brukar rabattkoder ha en viss giltighetstid. Vissa rabattkoder är engångskoder medan andra kan användas flera gånger. Dock brukar man endast kunna använda en rabattkod per inköpstillfälle. Vanligtvis skriver konsumenten in koden i webbutikens kassa vid slutförandet av beställningen. Ofta krävs att rabattkoden skrivs in precis som den är skriven, det vill säga att man gör skillnad på versaler och gemener.
Även fysiska butiker kan annonsera att konsumenten ska ange ett visst ord eller en viss kod vid köpet för att erhålla en rabatt.
Det finns många sidor på nätet som samlar olika rabattkoder på ett och samma ställe.